# Antywy
Antywy est le nom qui correspond, dans la mythologie égyptienne, à deux faucons qui représentent les « Deux Maîtres » (Nbwy), les dieux Horus et Seth réconciliés. Un culte leur était rendu à Tjebou (Ṯbw, actuellement Qaou el-Kébir) dans le Xe nome de Haute-Égypte. La parèdre du dieu résultant de cette fusion est Nephtys.